# Пол Берен
Пол Берен (Барен[джерело?], англ. Paul Baran; нар.29 квітня 1926, Гродно — пом.26 березня 2011, Пало-Альто) — американський інженер, науковець і винахідник, основоположник, разом з Леонардом Кляйнроком та Дональдом Девісом, технології пакетної передачі даних, на якій працює всесвітня мережа. Один з прабатьків сучасного Інтернету.

## Біографічні відомості
Пол Берен народився у Гродні (тоді Польща) в 1926 у єврейській родині торговця бакалійними товарами. У 1928 сім'я переїхала у США, спочатку в Бостон, згодом до Філадельфії. У 1949 Пол Берен отримав ступінь бакалавра в Дрексельському технологічному інституті, після чого вступив на роботу до «Eckert–Mauchly Computer Corporation», в якій тестував деталі вакуумних ламп для комп'ютера UNIVAC. У 1955 Берен одружився з Евелін Мерфі (англ. Evelyn Murphy), разом з якою переїхав у Лос-Анджелес, де влаштувався на роботу спеціалістом в області радарних систем в «Hughes Aircraft».
У 1959 він отримав ступінь магістра в галузі технічних наук в Каліфорнійському університеті в Лос-Анджелесі. У тому ж році покинув «Hughes Aircraft» і почав свою кар'єру в «RAND Corporation», де взяв участь у розробці національної системи оповіщення при ядерному ударі і протягом наступних кількох років працював над проектами ВПС США в області комунікацій.
На початку 1960-их, працюючи в «RAND Corporation» в Санта-Моніці, Каліфорнія, Берен вперше виклав основи пакетної передачі даних. Він описав схему, згідно з якою пакети б передавалися по різних каналах в мережі і об'єднувалися в кінцевому пункті. Пізніше в серії наукових робіт Берен припустив, що мережі повинні бути надлишковими — тобто мати запасні маршрути, для того, щоб інформація могла повністю дійти до точки призначення, якщо якийсь з каналів буде обірваний.
У середині 1960-их вчений звернувся до американської компанії «AT&T» з пропозицією створити мережу, яку він винайшов. Однак у компанії йому заявили, що така схема не буде працювати, і відхилили прохання. Берен продовжував наполягати, і тоді AT&T провела для нього та інших людей низку семінарів з 94 різними доповідачами про те як працює їхня система. Після семінарів у Берена запитали чи він нарешті розуміє чому система з комутацією пакетів не працюватиме, на що він відповів негативно.
Підсумком його роботи стала серія публікацій з 11 частин «Про розподілені комунікації» (англ. On Distributed Communications), завершена в 1964.
У 1969 Агентство з перспективних науково-дослідницьких проектів США при Міністерстві оборони США (до 1972 називалося ARPA, потім було перейменовано в DARPA) вирішило, що в разі війни Америці буде потрібна надійна система передачі даних і побудувала ARPANET — першу мережу, засновану на ідеях Берена та інших розробок того часу. Ця мережа стала прообразом інтернету.
Після того, як Берен залишив «RAND Corporation», він заснував некомерційну організацію «Institute for the Future», що спеціалізується на аналітиці. Берен став успішним підприємцем: з 7 відкритих ним компаній 5 зрештою вийшли на біржу.
Пол Берен помер 26 березня 2011 року у своїй резиденції в Пало-Альто, у віці 84 років. Причиною смерті став рак легень. У Пола Берена залишився син Девід і троє онуків. Дружина вченого померла в 2007.

## Першість в розробці мережі
Пол Берен скромно відгукувався про свій винахід:
|                                 | Процес технологічного розвитку подібний до будівництва собору. Впродовж кількох сотень років приходять нові люди, і кожен кладе на старий фундамент цеглину і говорить: "Я будував собор". Наступного місяця на ту цеглину, що була, кладеться ще одна. А потім приходить історик і запитує: "Ну і хто ж збудува собор?". Якісь цеглини поклав Петро, ще кілька додав Павло. Якщо втратити обережність, можна навіяти собі, що твій внесок найважливіший. Але насправді кожен внесок має спиратися на попередню роботу. Усе пов'язано з усім. Оригінальний текст (англ.) “The process of technological developments is like building a cathedral. Over the course of several hundred years, new people come along and each lays down a block on top of the old foundations, each saying, ‘I built a cathedral.’ “Next month another block is placed atop the previous one. Then comes along an historian who asks, ‘Well, who built the cathedral?’ Peter added some stones here, and Paul added a few more. If you are not careful you can con yourself into believing that you did the most important part. But the reality is that each contribution has to follow onto previous work. Everything is tied to everything else.” |
| — Пол Берен, інтерв'ю 1990 року | |

## Відзнаки і нагороди
Винахідник є власником декількох престижних нагород, в тому числі Національної медалі за технології та новаторство, врученої у 2008 президентом США Джорджем Бушем. У 2007 році ім'я Берена з'явилося в Національній залі слави винахідників.

## Виноски
1. ↑  http://www.nytimes.com/2011/03/28/technology/28baran.html?src=busln
2. ↑  http://www.nndb.com/lists/231/000069024/
3. ↑  http://lifeinlegacy.com/display.php?weekof=2011-03-26
4. ↑  http://www.legacy.com/obituaries/toledoblade/obituary.aspx?pid=149754254
5. ↑  http://www.researchgate.net/publication/257744058_The_Internet_Cathedral_Internetization_Infostrada_and_Globalization/file/72e7e527a908d2b0c9.pdf
6. ↑  http://www.bbc.co.uk/news/technology-12894118
7. ↑  http://www.bbc.co.uk/programmes/b00zt4h9
8. ↑  http://www.nndb.com/people/133/000026055/
9. ↑  Paul Baran | American Academy of Arts and Sciences — 2023.
10. ↑  NNDB — 2002.
11. ↑  Paul Baran. Архів оригіналу за 11 квітня 2011. Процитовано 31 березня 2011.
12. ↑  Айзексон, 2017, с. 217.
13. 1 2  Айзексон, 2017, с. 219.
14. ↑  Monica, 1776 Main Street Santa; 90401-3208, California. Paul Baran: Publications on Distributed Communications. Архів оригіналу за 15 червня 2006. Процитовано 8 жовтня 2017.
15. ↑  Айзексон, 2017, с. 236.
16. ↑  Gillies, James; Cailliau, R. (2000). How the Web was Born: The Story of the World Wide Web. Oxford University Press. ISBN 978-0-19-286207-5.
17. ↑  Hafner, Katie (27 березня 2011). Paul Baran, 84, Dies; Helped Pave Way for Internet. The New York Times. ISSN 0362-4331. Архів оригіналу за 9 жовтня 2017. Процитовано 8 жовтня 2017.
18. ↑  Помер один із засновників Інтернету. Архів оригіналу за 5 березня 2016. Процитовано 9 квітня 2011.